# Bundschuh

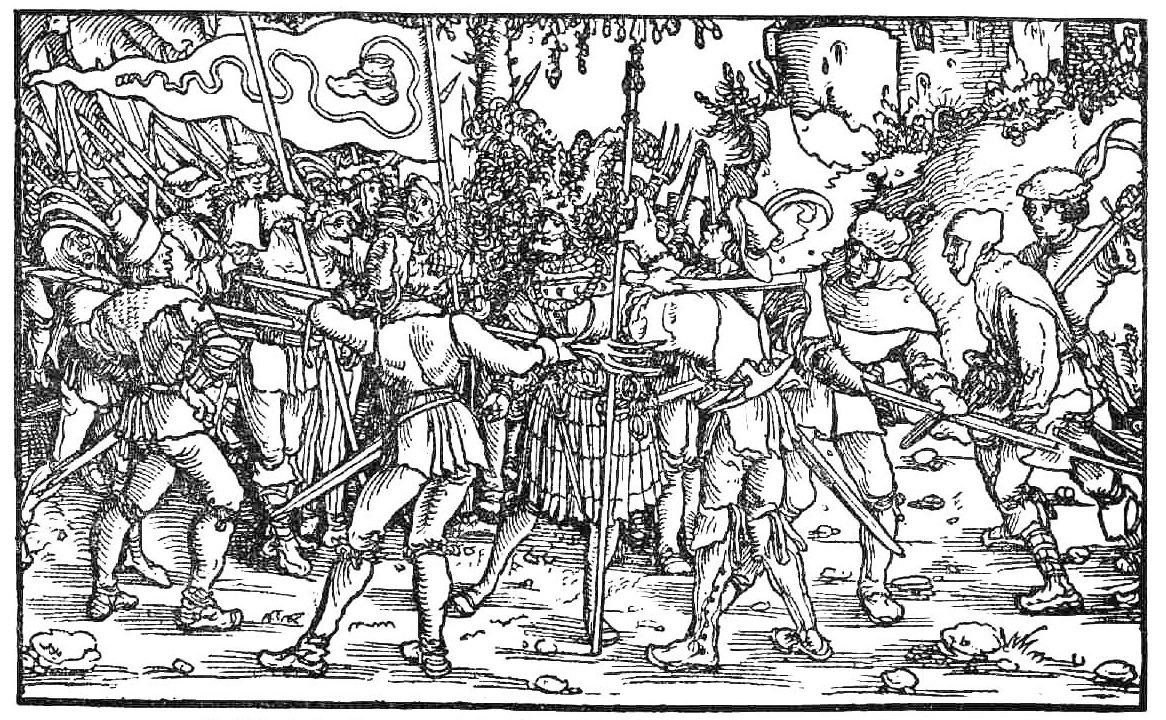
Scontro tra contadini del Bundschuh e un cavaliere

Il Bundschuh (in italiano Lega della scarpa) fu la coalizione dei contadini rivoltosi della Germania meridionale, attiva nel periodo tra il 1493 e il 1517. Venne così chiamata dal tipico calzare contadino allacciato sopra la caviglia, che divenne il vessillo dei contadini e dei cittadini che avevano sconfitto le truppe francesi del conte d'Armagnac lungo il corso superiore del Reno nel 1439, 1443 e 1444. 
Le principali richieste della lega, che esordì contestando pubblicamente l'arcivescovo di Magonza, erano:
- La restituzione dei demani, delle terre collettive, dei boschi, dei  pascoli e delle acque, beni considerati di proprietà dei comuni e non dei nobili o dei vescovi;
- L'abolizione delle opere e dei censi feudali;
- L'abolizione dei diritti ecclesiastici.

Esse furono in seguito fonte di ispirazione per la guerra dei contadini tedeschi scoppiata negli anni dal 1524 al 1526.